# بيلي دي ويليامز
بيلي دي ويليامز (بالإنجليزية: Billy Dee Williams)‏ ممثل أمريكي من مواليد 6 أبريل 1937.

## أدواره في السينما الأمريكية
- سلسلة أفلام حرب النجوم
  - حرب النجوم الجزء الخامس: الإمبراطورية تعيد الضربات - لاندو كالريسيان
  - حرب النجوم الجزء السادس: عودة الجيداي - لاندو كالريسيان
- باتمان - هارفي دينت

## مواقع خارجية
- بيلي دي ويليامز على موقع IMDb (الإنجليزية)
- بيلي دي ويليامز على موقع روتن توميتوز (الإنجليزية)
- بيلي دي ويليامز على موقع ألو سيني (الفرنسية)
- بيلي دي ويليامز على موقع ميوزك برينز (الإنجليزية)
- بيلي دي ويليامز على موقع تيرنر كلاسيك موفيز (الإنجليزية)
- بيلي دي ويليامز على موقع أول موفي (الإنجليزية)
- بيلي دي ويليامز على موقع قاعدة بيانات برودواي على الإنترنت (الإنجليزية)
- بيلي دي ويليامز على موقع قاعدة بيانات برودواي على الإنترنت (الإنجليزية)
- بيلي دي ويليامز على موقع قاعدة بيانات الأفلام السويدية (السويدية)
- بيلي دي ويليامز على موقع قاعدة بيانات الأفلام السويدية (السويدية)